# François Barthélemy Arlès-Dufour
Pour les articles homonymes, voir Dufour.
François Barthélemy Arlès-Dufour, né le 3 juin 1797 à Sète et mort le 21 janvier 1872 à Vallauris, est un humaniste, homme d'affaires lyonnais, commissionnaire soyeux et l’un des principaux saint-simoniens.

## Biographie
Fils d'un sous-officier de l'armée napoléonienne, François Barthélémy Arlès connait, après la mort de son père, une jeunesse assez pauvre. En 1814, âgé de 17 ans, il obtient un poste de contremaître, à Paris dans une manufacture de châles en soie. Lors des 100 jours, il abandonne son travail et s'engage sous Napoléon et assiste à la défaite de Waterloo. Retourné dans son atelier d'origine, il accepte de devenir employé de commerce à la recherche de nouveaux marchés en Allemagne. Au cours de ses pérégrinations multiples entre 1816 et 1822, il apprend l'allemand ainsi que l'anglais. À Leipzig Il entre au service de la société de négoce de tissus Dufour. Ce patronyme indique des descendants de huguenots émigrés originaires des Cévennes. Bien intégré à la famille, il tombe amoureux de la fille unique et malgré la différence de conditions, il l'épouse finalement en 1824 et accole – par souci d'égalité homme/femme – le nom de Dufour à celui d'Arlès. À 28 ans, il prend la direction de la succursale lyonnaise de la maison Dufour, qui durera jusqu'en 2013, sous les noms successifs de Chabrières-Morel (à partir de 1885), puis Morel-Journel & Cie (à partir de 1930). Son activité est celle d'un commissionnaire en soiries qui sert d'intermédiaire entre les fournisseurs de matière (cocons, fils) et les tisseurs. Il brasse des capitaux importants et est en fait le financier de la filière. Il est intéressé aux résultats et accumule des gains dès les premières années de son activité, Celle-ci lui impose de très fréquents voyages à Paris et à l'étranger (Angleterre, Allemagne, Suisse, Italie) où il enrichit son réseau relationnel.
Élu à 35 ans à la Chambre de commerce et d'industrie de Lyon, il joue un rôle de premier plan tant sur le plan strictement industriel par l'organisation du réseau de chemin de fer Lyon-Paris et ses travaux préliminaires sur le tracé du canal de Suez, ensuite repris par Lesseps, que sur le plan financier par la création du Crédit lyonnais. Il y défend sans relâche les positions libérales sur le plan économique. Il est à l'origine de la création d'outils statistiques pour l'industrie et le commerce de la soie, inexistants jusqu'alors. Ils seront essentiels pour justifier ses thèses libérales et son action en faveur de la réduction des droits de douane. Il est, dès 1834, un partisan de l'unification allemande, du fait de son alliance matrimoniale dans le milieu huguenot (Dufour), ce qui lui sera reproché amèrement au soir de sa vie.
En 1837, la crise financière aux États-Unis, principal importateur de ses soieries le ruine par défaut de paiement, ainsi que ses beaux-parents, qu'il peut rembourser en 1845. Son affaire peut renaitre grâce à un cousin de son épouse Albert Dufour Feronce et de Louis Hoffmann, qu'il avait fréquenté à Leipzig. Son ami anglais William Leaf (en) lui assure le concours de banquiers et sa réputation lui permet de se rétablir assez rapidement, par le crédit moral qu'il avait acquis dans son milieu professionnel. La maison Arlès-Dufour succède à Dufour et Cie en 1838.
Il fonde la Ligue internationale et permanente de la paix avec le journaliste Émile de Girardin et le pacifiste Frédéric Passy, contributeur au développement du saint-simonisme en France avec pour maxime : 

« Toutes les institutions sociales doivent avoir pour but l'amélioration du sort moral, intellectuel et physique de la classe la plus nombreuse et la plus pauvre. »

Il attache, lui qui fut autodidacte, une grande importance à l'enseignement en participant à la fondation de la Société d'instruction primaire de Lyon en 1828 créant l'École centrale de Lyon et la Société d'enseignement professionnel du Rhône.
Il milite pour l'égalité de l'homme et de la femme, notamment :
- en accolant, à son mariage, le nom de son épouse au sien, finalement entériné par un décret impérial en 1861[14],
- en soutenant personnellement Julie-Victoire Daubié[15] dans sa démarche à devenir la première bachelière de France à Lyon,
- en co-fondant, avec J-V Daubié, l'Association pour l’émancipation progressive de la femme dont il est le président,
- en obtenant de l'Impératrice Eugénie, épouse de Napoléon III, que la Légion d'honneur soit décernée à la peintre Rosa Bonheur.

Il correspond avec George Sand par l'intermédiaire de Juliette Adam, salonnière féministe et républicaine, amie de Léon Gambetta.
Très lié à Prosper Enfantin, "père" du saint-simonisme, ainsi qu'à Michel Chevalier, professeur d'économie au Collège de France depuis 1840, il en partage les valeurs et les mettra en pratique dans toute son action publique.
Passionné d’économie, il avait en 1822 suivi les cours de Jean Baptiste Say au Conservatoire des arts et Métiers, qui l'avait converti au libéralisme économique; Cette opinion est confortée par des penseurs anglais, rencontrés lors de ses fréquents voyages outre-Manche pour le développement de ses affaires – notamment John Bowring, Richard Cobden et John Bright –, il rédige divers articles dans l'Echo de la Fabrique, première feuille ouvrière, sur l’industrie lyonnaise, la tarification douanière, le rapprochement nécessaire avec l’Angleterre facteur de « l’association universelle des peuples », etc. Il plaide également pour l’impôt progressif, « proportionné aux revenus, le seul raisonnable, le seul en harmonie avec le principe de l’égalité des charges ». 
Il est un des membres fondateurs de la Société lyonnaise de secours mutuels pour les ouvriers en soie de Lyon et des communes suburbaines en 1850.
Dans la nuit du 30 au 31 mars 1850, ses entrepôts et sa maison de Lyon sont totalement détruits par un incendie, au cours duquel il manque d'être enseveli en récupérant ses livres et son argent. Son épouse et ses enfants ont pu s'échapper à temps. C'est encore Albert Dufour-Feronce qui l'aidera à se relever de ce nouveau coup dur.
Il est secrétaire de la commission impériale pour l'organisation de l'exposition de 1855. Cette tâche écrasante l'oblige à se fixer pendant deux ans à Paris chez le Comte de Morny. Ce sera l'occasion d'une amitié sincère avec le Prince Napoléon, cousin de l'empereur, dont il partage les idées libérales. Il est admis en 1854 à l'Académie impériale des Sciences, Belles-lettres et Arts. Cette fonction lui permet d'élargir considérablement le cercle de ses relations parisiennes et internationales, surtout dans le domaine des Arts, champ nouveau présent pour la première fois dans ce genre d'exposition.
En 1859, il devient actionnaire de la Société anonyme du Magasin général des soies de Lyon, qui sert de magasin d'entreposage, de lieu de vente et de garantie des prêts sur les marchandises déposées. La même année sa société se transforme en Arlès-Dufour et Cie, pour y intégrer ses trois fils et son gendre.

Militant pour la paix entre les peuples d'Europe par le commerce et le libre-échange, il catalyse, par ses articles et ses déclarations répétées depuis 1832, la signature du traité de commerce franco-britannique, dit traité Cobden-Chevalier de 1860 et dont le signataire pour la France Michel Chevalier dira : 

« La Chambre de commerce de Lyon a mérité que son nom fût inscrit dans l’Histoire. Rien n’aura contribué autant que l’impulsion d’Arlès pour lui valoir cet honneur. »

Il est administrateur de la Compagnie Générale Maritime, fondée en 1853 par les frères Pereire, qui lui ouvre un canal rapide et efficace pour ses soieries vers le nouveau monde.
Fondateur en 1863 du Crédit lyonnais, avec le concours de son ancien collaborateur Henri Germain et des soyeux Henri Jaubert et Joseph Bellon, il s'implique également dans la Banque de Lyon, future succursale lyonnaise de la Banque de France ainsi que dans la Caisse des associations coopératives à Paris.
En octobre 1864 il fonde la Société d'enseignement professionnel du Rhône, avec Henri Germain dans ses contributeurs.
Commandeur de la Légion d'honneur en récompense de son travail d'organisation de l'exposition de 1855, et membre de l'Académie des Sciences, Belles-Lettres et Arts de Lyon, il a été adjoint au maire de Lyon en 1830, conseiller municipal de la Guillotière, conseiller municipal de Lyon en 1855, et conseiller général du Rhône, après avoir refusé à diverses reprises la députation.
Il est baron de Prusse et d'Autriche, pour les secours financiers qu'il avait apportés aux blessés des belligérants de la guerre austro-prussienne.
Ancien résidant d'Oullins et père du maire de cette ville, ses funérailles dans cette commune ont lieu en présence de nombreux employés du PLM.

### Vie familiale
Le couple a six enfants, dont deux morts en bas âge :
- Pauline Claire (1825-1829)
- François Gustave (1829-1898) épouse en 1856 Lucy Martin-Paschoud puis, veuf, Ida-Marie Edgerton. Il est le successeur de son père à la tête de ses sociétés en 1875 et fait construire en 1867 à Peronnas (Ain) le château de la Bécassinière[34], de style néogothique, par l'architecte lyonnais Joanny Farfouillon (1823-1876) ;
- Adélaïde Claire (1830-1915) épouse en 1853 Mathieu Paul Auguste Maurice Chabrières, qui devient administrateur dans de nombreuses sociétés fondées par son beau-père.
- François Prosper Eugène (1833)
- François Prosper Alphonse (1835-1896) épouse en 1858 Annette Louise Hedwig Fuss-Seillier
- François Marie Armand (1852-1904) épouse en 1870 Marie Duveyrier

Ses différentes activités lui imposent de fréquentes absences du domicile familial, qu'il tente d'atténuer par un abondant courrier à l'adresse de son épouse.

## Pionnier des chemins de fer
Comme nombre d'autres saints-simoniens, c'est un fervent partisan du chemin de fer. Il y est particulièrement sensible lui qui voyage en permanence entre Lyon, Paris et l'Angleterre.  Il participe à l'élaboration de son réseau et à son extension, notamment dans la région lyonnaise, en étant administrateur des compagnies de Paris à Lyon, de Marseille à Avignon et de Paris à Lyon et à la Méditerranée (PLM). 
Il est également, en 1863, avec Henri Germain et Amédée Sellier, le concessionnaire du chemin de fer de Sathonay à Bourg par Villars. Concession qu'ils rétrocèdent à la Compagnie de la Dombes dont il devient administrateur lors de sa création en 1864. Il crée cette société anonyme avec : Louis Frémy, Alexandre Bodin, Comte Le Hon, Félix Mangini, Amédée Sellier et Lucien Mangini, ce dernier agissant en son nom personnel et celui de messieurs Henri Germain, Louis Guérin et Gabriel Saint-Olive.

## Distinction et hommages

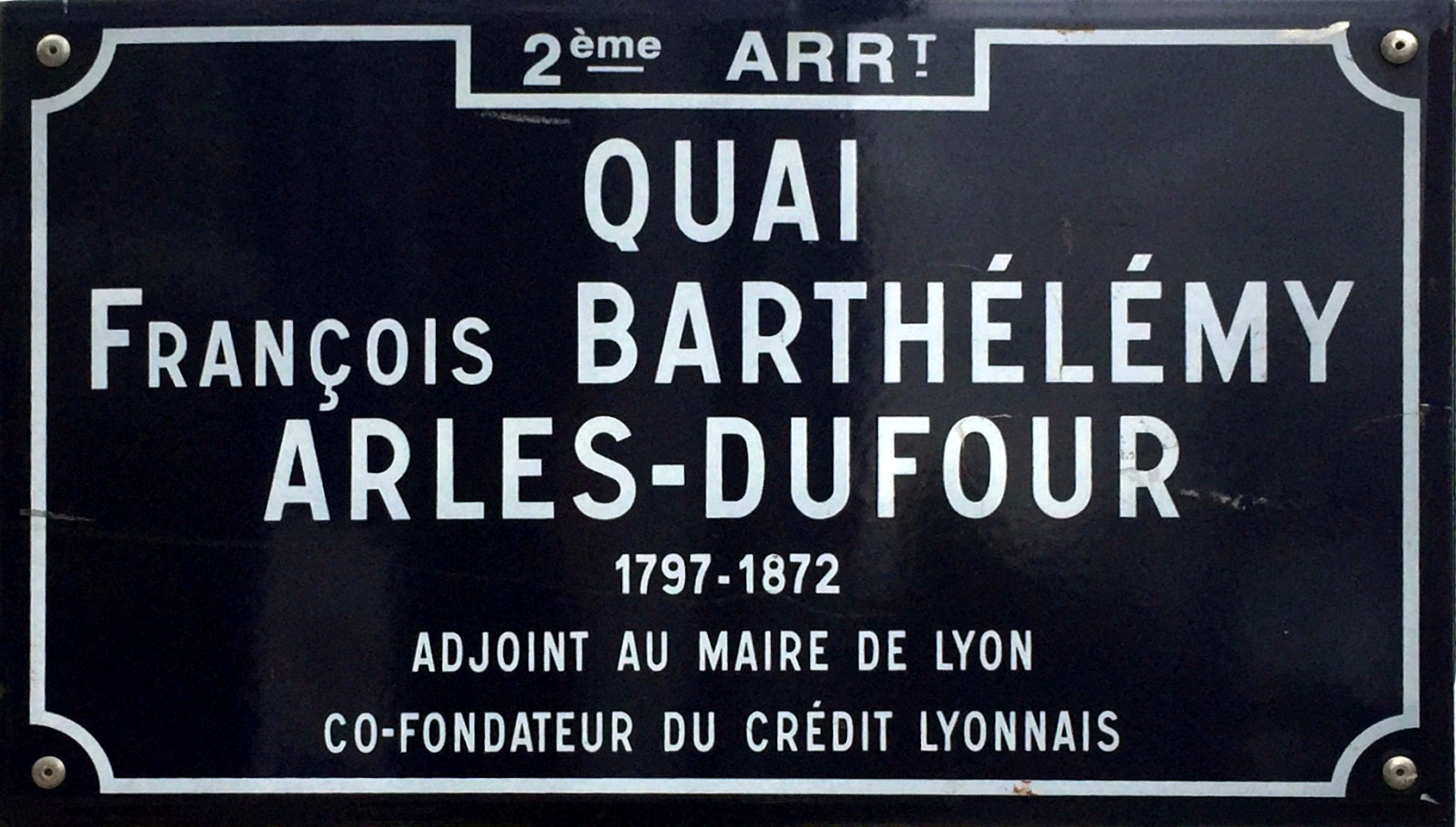
Quai Arlès-Dufour à Lyon.

- Commandeur de la Légion d'honneur (18 septembre 1860)[36]

Un quai de Lyon, dans le quartier de la Confluence, et une place d'Oullins portent son nom. Il existait, avant l'indépendance, une rue Arlès-Dufour à Alger.

## Œuvres d'Arlès-Dufour
- Un mot sur les fabriques étrangères de soieries, à propos de l'exposition de leurs produits faite par la Chambre de commerce de Lyon, ed. S.Durval, 1834.
- À la famille saint-simonienne, éd. Dubuisson, 1865.